# Сравнение опыта экспедиций Амундсена и Скотта на Южный полюс

Пути конкурирующих экспедиций в Антарктиде: маршруты Скотта (зелёный) и Амундсена (красный)

В декабре 1911 — январе 1912 года Южного полюса достигли конкурирующие между собой команды Руаля Амундсена и Роберта Скотта с разницей в 33 дня. Полюсная команда Скотта погибла в полном составе на обратном пути, её судьба на протяжении XX века стала предметом весьма обширных дискуссий профессиональных полярников и историков полярных экспедиций. В данной статье рассматриваются основные мнения и версии, существующие в литературе.

## Основные причины неудачи Скотта
Рассмотрены в статье Уолтера Сэлливана, опубликованной в 1962 г.
1. Погода в сезон 1911—1912 гг. была аномально холодной. Холодное лето и ранняя зима не позволили штурмовому отряду спастись.
2. Ставка на собственные силы как основу для достижения полюса: три четверти пути люди тащили всё снаряжение на себе. По мнению Салливана, этот фактор оказался решающим в провале полярной гонки.
3. Использование пони в качестве главной вспомогательной тягловой силы. 9  из 19 животных, доставленных в Антарктику, погибли ещё до начала экспедиции. Их чувствительность к холодам определила более поздние сроки начала похода к Южному полюсу и вес снаряжения, которое могло быть заложено в склады.
4. Сложность транспортной системы. Скотт предполагал использовать пони, мотосани и собак.
5. Промежуточный склад предполагалось заложить на 80° ю.ш. Из-за того, что лейтенанту Эвансу пришлось тащить всё снаряжение на себе, он был заложен в 31 миле от предполагаемого  места. Команда Скотта в марте 1912 года погибла в 18 км (11 милях) от склада.
6. В последний момент полюсная команда из 4 человек была дополнена пятым (Генри Бауэрсом), но количество провианта и прочего снаряжения было рассчитано только на четверых.
7. Рацион питания был низкокалорийным и не содержал витамина С (он будет открыт только в 1928 году). Члены полюсной группы заболели цингой ещё до достижения полюса.
8. Бидоны для керосина стали негерметичными, топливо вытекало или испарялось. Из-за этого команда Скотта в последние месяцы похода была ограничена в возможности растапливать лёд для питья и приготовления горячей пищи.

## Рельеф местности. Оценки проходимости
Данные факторы подробно рассмотрены В. С. Корякиным в предисловии к мемуарам Э. Черри-Гаррарда:12-19.
Рельеф местности, по которому проходили маршруты Амундсена и Скотта, сходен. От зимовочных баз оба отряда шли по Шельфовому леднику Росса, затем по ледниковым долинам Трансантарктических гор и далее по равнинам Полярного плато. Обе команды основывались на опыте экспедиции Э. Шеклтона 1908-09 г. (экспедиция не дошла до полюса 97 географических миль или 180 км) и полагали, что наибольшие трудности вызовет пересечение гор и подъём на плато. Шельфовый ледник Росса был наиболее лёгкой частью маршрута.
Дистанция от базы до полюса у Амундсена равнялась 1385 км, на её прохождение потребовалось 56 дней. Путь по шельфовому леднику составил 751 км (27 дней), подъём по леднику Акселя Хейберга — 221 км (18 дней), путь по полярному плато — 413 км (11 дней).
Дистанция команды Скотта составила 1548 км (79 дней от базы до полюса). Путь по шельфовому леднику — 707 км (40 дней), подъём по леднику Бирдмора — 304 км (13 дней), путь по полярному плато — 537 км (26 дней):12.

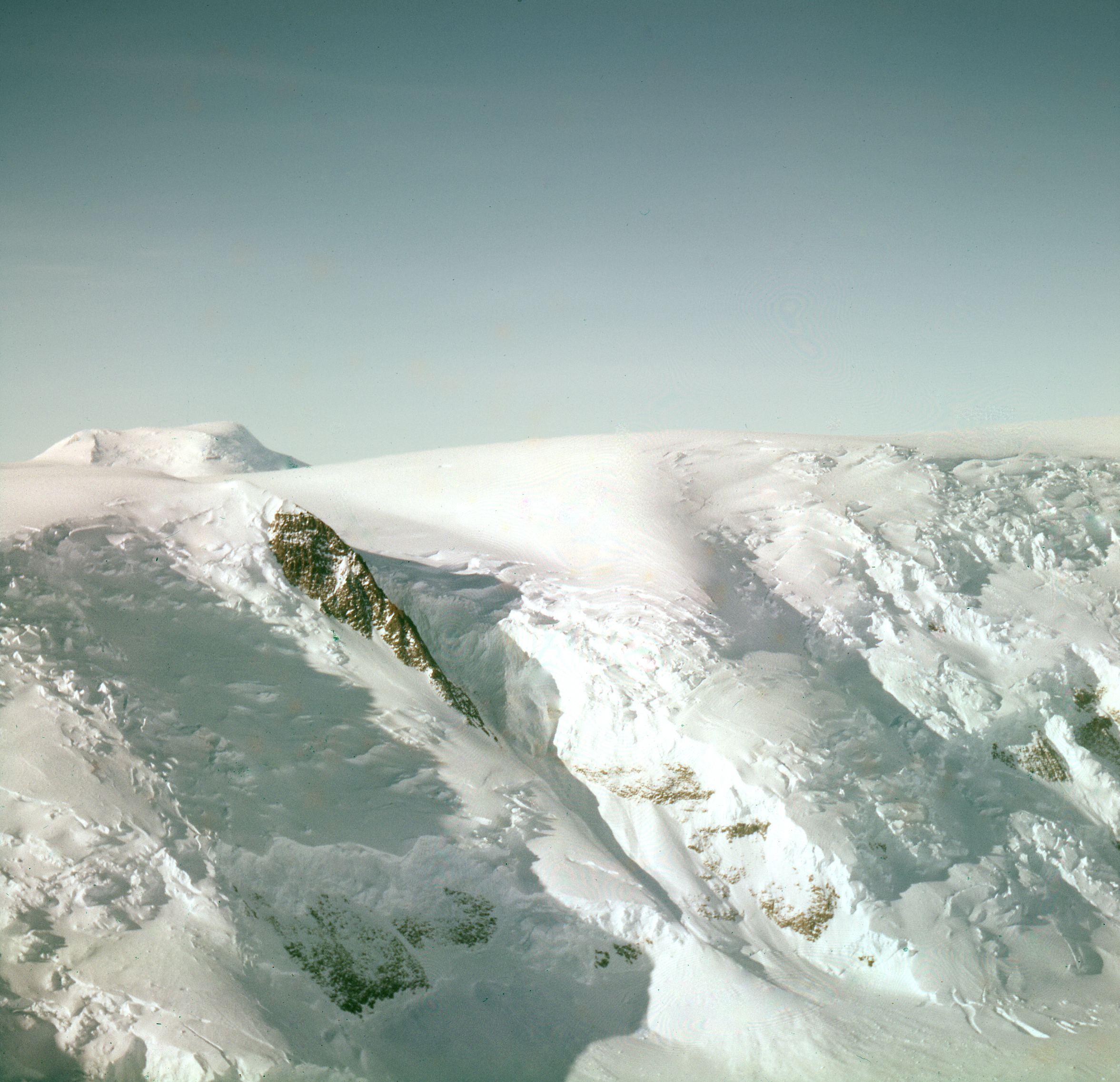
Ледник Акселя Хейберга, по которому команда Амундсена поднялась на Полярное плато

Хотя ледник Акселя Хейберга короче, чем ледник Бирдмора, команда Амундсена столкнулась на нём с такими трудностями, которых не было у британцев. Ледники были круче, изобиловали глубокими трещинами, из-за чего были названы Чёртовым ледником и Танцплощадкой дьявола.

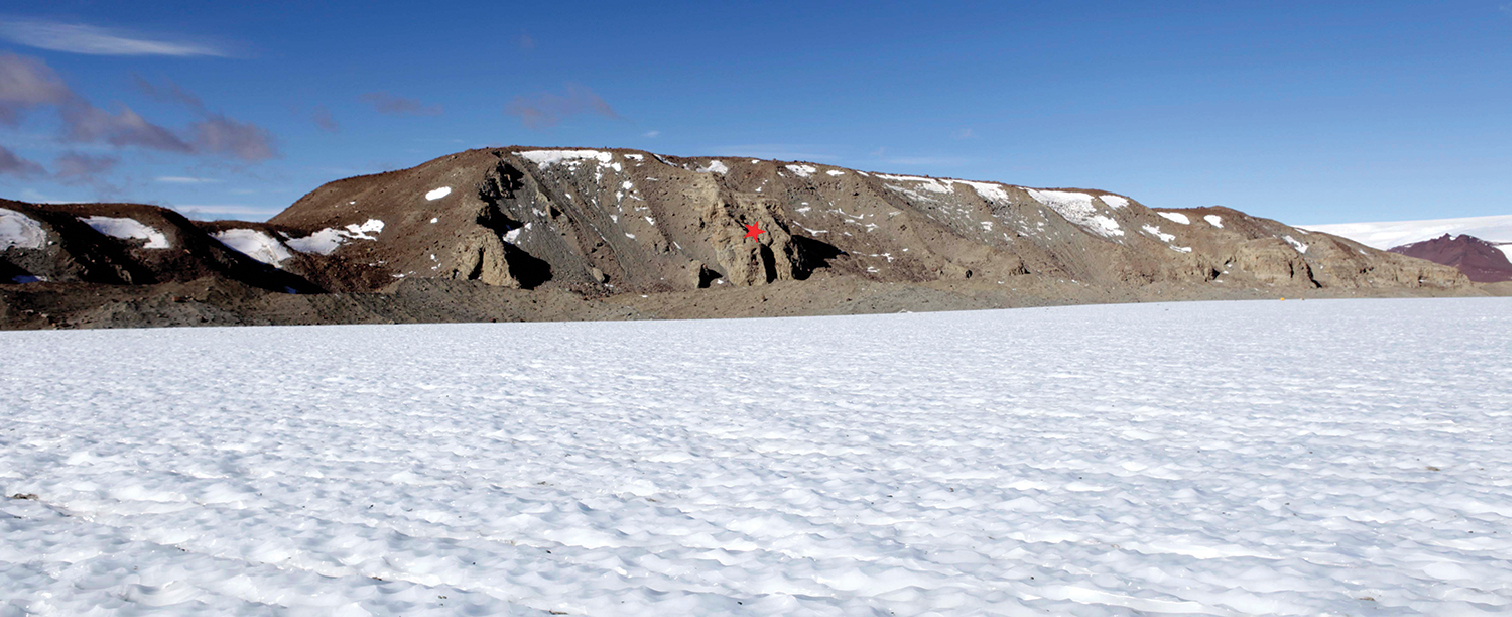
Верховья ледника Бирдмора

Уолли Герберт, в 1960-е годы прошедший маршрутами и Амундсена, и Скотта с Шеклтоном, писал, что «Ледник Акселя Хейберга, откуда бы на него ни смотрели, производил устрашающее впечатление… Ледник же Бирдмора, увиденный Шеклтоном и его спутниками с горы Хоуп, произвёл на них противоположное впечатление. Он простирался перед ними как огромная столбовая дорога к полюсу»:13.

## Погодные условия. График передвижения
Погодные условия, сопутствующие экспедициям, рассматривать сложнее из-за несовпадения в сроках походов. Скотт писал в дневнике, что в конце полюсного маршрута он столкнулся с неожиданно низкими температурами. Однако во время зимовки на «Дискавери» уже в марте 1903 года были зафиксированы температуры ниже −40 °C. Амундсен стремился по возможности сократить время нахождения в поле, избежав неблагоприятных условий, с которыми столкнулся Скотт.
В. С. Корякин отмечал, что различия природной обстановки на обоих полюсных маршрутах были не настолько велики, чтобы объяснить успех одного исследователя и неудачу другого:13. Необходимо сопоставление маршрутов обеих команд для выяснения многих деталей. Средняя скорость Амундсена по пути на полюс составляла 24,6 км/день, у Скотта — 19,5 км/день. Эта разница, накапливаясь, имела большее значение, чем более южное положение исходной базы Амундсена:14.
На возвращение на базу Амундсен потратил в полтора раза меньше времени, чем на путь к полюсу, поэтому средняя его скорость на всей дистанции составляет 36 км/день. Причины этого очевидны: отпала необходимость в рекогносцировках, сохранились следы (частично), имелись промежуточные склады на каждом географическом градусе широты. Скорость команды Скотта была примерно постоянной на обоих отрезках пути.
Когда команда Скотта поднималась по леднику Бирдмора, несмотря на метель 5 — 9 декабря 1911 г. и зоны трещин, скорость её возрастала. Это было связано с тем, что после отстрела лошадей упростились сборы и сворачивание походного лагеря. Поверхность ледника не создавала серьёзных препятствий:15.
Темпы продвижения Амундсена на леднике Акселя Хейберга, напротив, резко упали, что было связано с необходимостью рекогносцировок, но увеличились на полярном плато. Скорость движения Скотта на полярном плато непрерывно уменьшалась, что, очевидно, было связано с потерей сил участников похода. В декабре 1911 года команда Скотта в среднем проходила 27 км/день, в конце месяца скорость упала до 21 км/день, а в первую неделю 1912 года — до 19 км/день. Эти особенности не нашли отражения в дневнике Скотта:15.
На обратном пути от полюса темпы движения команды Скотта возросли с 20 до 22 км/день. В январе 1912 г. Амундсен ввёл новый распорядок: жёсткий график переходов по 28 км с шестичасовым отдыхом. Этот темп сохранялся до возвращения на базу.
Признаки опасного измождения команды Скотта проявились после трёх месяцев перехода. По-видимому, это — предельный срок для безопасной работы в экстремальных условиях. Со времени гибели Эдгара Эванса, средний переход команды Скотта не превышал 5 км/день, а часто был и ниже:16.
Эти же особенности зафиксировали члены вспомогательных партий экспедиции Скотта, возвращавшиеся на базу в конце полярного лета. Лейтенант Эванс к 80° ю. ш. уже был не в силах самостоятельно передвигаться. В данной обстановке любая случайность могла иметь фатальные последствия. Люди команды Скотта в марте были в худшем положении, находясь в 240 км от базы в обстановке наступившей зимы:16-17.

Разница в стиле руководства Амундсена и Скотта
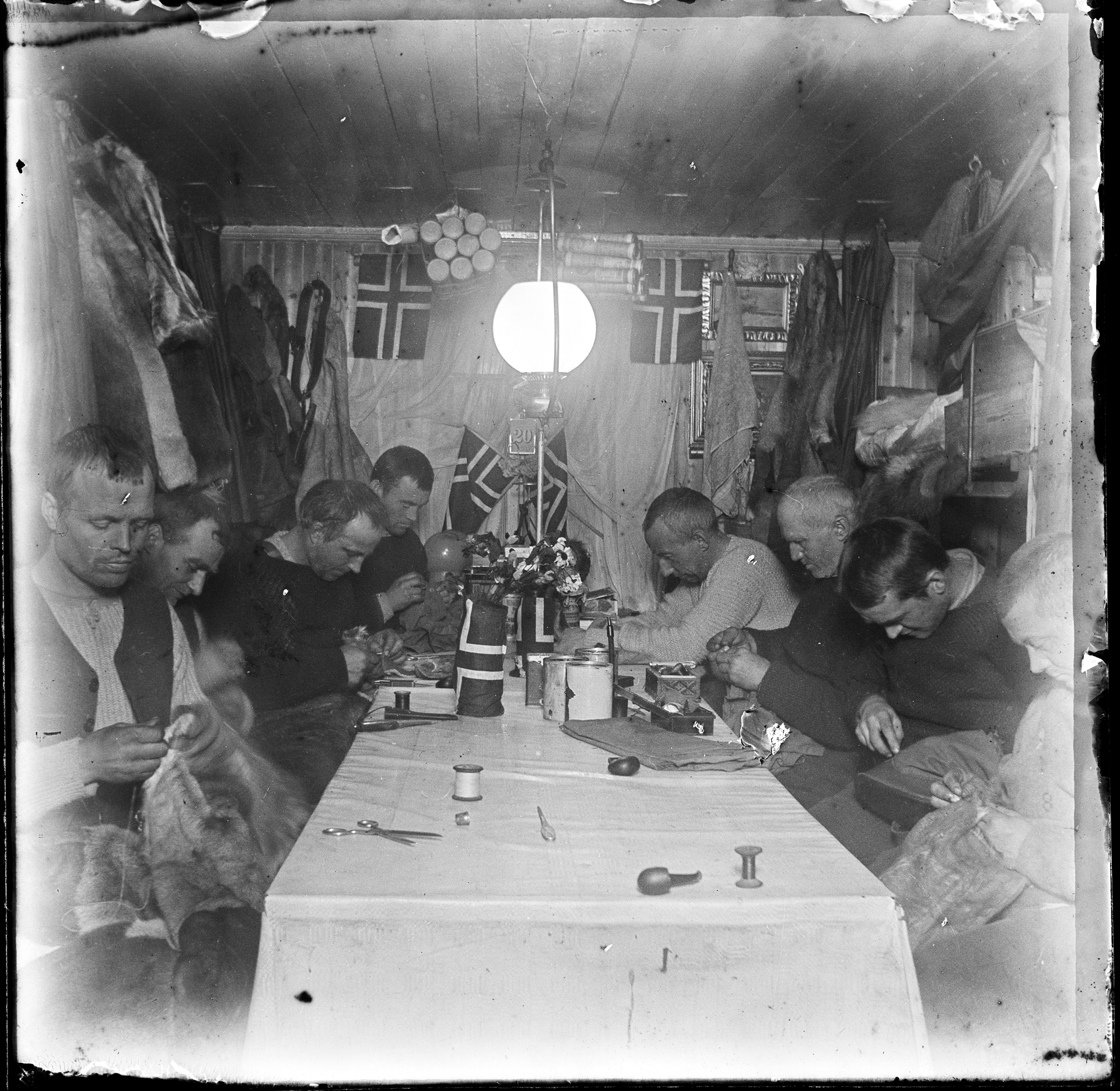
Команда Амундсена подгоняет снаряжение. Место во главе стола для начальника не предусмотрено
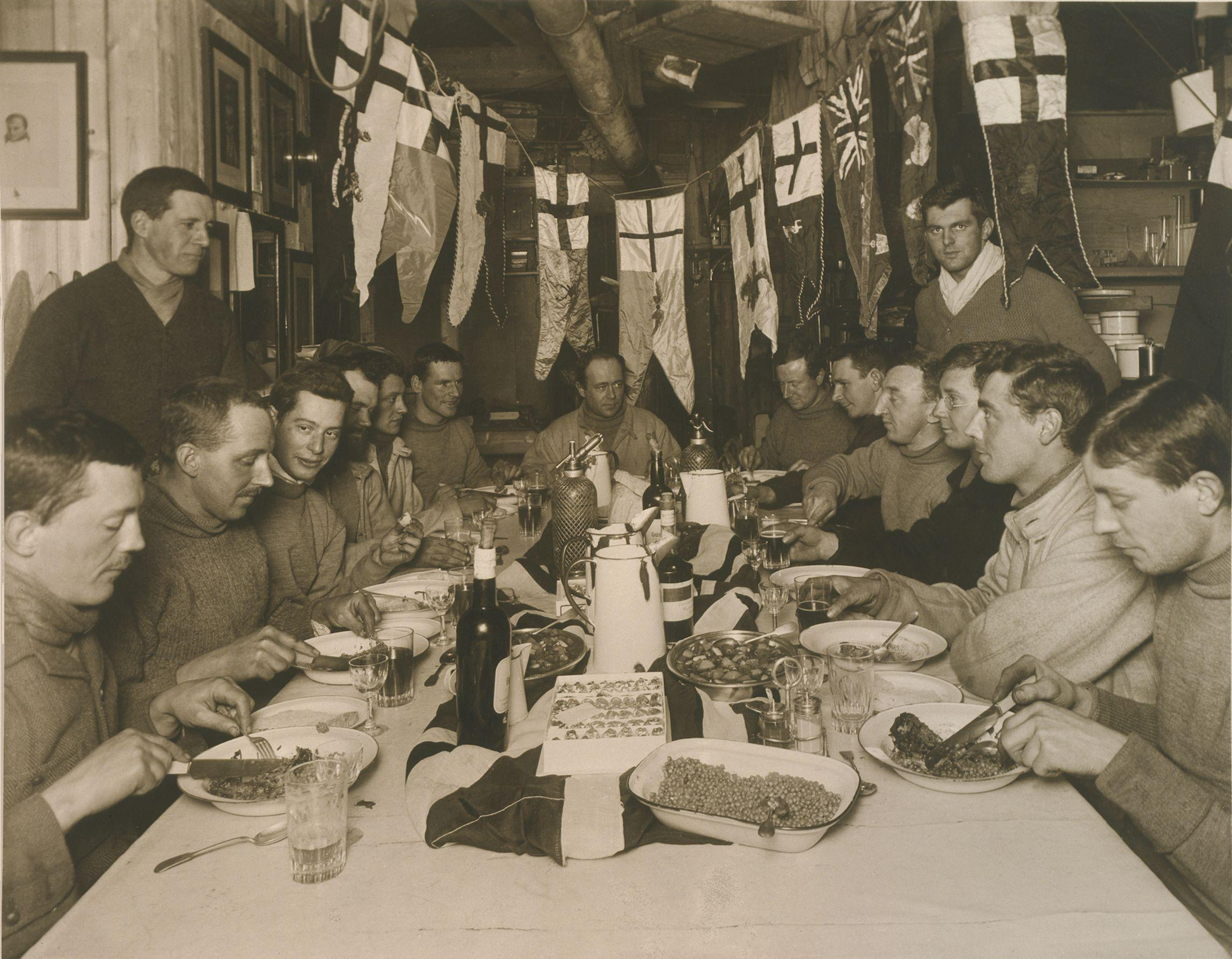
Обед по случаю дня рождения Р. Скотта (6 июня 1911 года). На всех аналогичных фотографиях начальник неизменно подчёркивал свой формальный статус

## Полярная гонка (таблица)
Таблица составлена на основе книги Амундсена «Южный полюс» и сборника «Последняя экспедиция Скотта».
| События                                                  | Экспедиция Амундсена | Экспедиция Скотта | Дополнительно |
| -------------------------------------------------------- | --- | --- | --- |
| Объявление планов экспедиции                             | 10 ноября 1908 | 13 сентября 1909 | Официальной целью Амундсена был пятилетний дрейф в Северном Ледовитом океане с попыткой достижения Северного полюса. Не позднее сентября 1909 г. в связи с конкурирующими заявлениями Кука и Пири, он втайне решился переменить свои планы, о чём публике было объявлено только 9 сентября 1910 г. |
| Отправление экспедиции                                   | 3 июня 1910 | 16 июня 1910 | Экспедиционное судно Амундсена «Фрам» отправлялось из Кристиании, Норвегия. Экспедиционное судно Скотта «Терра Нова» отправлялось из Кардиффа. |
| Прибытие на Шельфовый ледник Росса                       | 14 января 1911 | 4 января 1911 | Амундсен высаживался на территорию, о которой даже не было известно, ледник это или область материка, его продвижение также осуществлялось по неизвестной территории Маршрут Скотта был разведан предшественниками до 88° 23' ю.ш. |
| Базовый лагерь                                           | Фрамхейм, Китовая бухта, 78° 30' ю.ш. | мыс Эванс, Остров Росса, 77° 38' ю.ш. | Амундсен высаживался на территорию, о которой даже не было известно, ледник это или область материка, его продвижение также осуществлялось по неизвестной территории Маршрут Скотта был разведан предшественниками до 88° 23' ю.ш. |
| Транспортная система                                     | Использование ездовых собак как главной тягловой силы, а также в корм людям и другим собакам: из 52 собак на старте вернулось только 11. Это впоследствии вызвало протесты защитников животных в мире. | Ставка на мускульную силу самих участников на большей части маршрута. Использование пони, тракторов и собак на начальном этапе для закладки базовых лагерей. Использование пони в корм людям и собакам. | |
| Расстояние по прямой от базового лагеря до Южного полюса | 1285 км | 1381 км | База Амундсена располагалась на 96 км ближе к полюсу |
| Старт экспедиции                                         | 20 октября 1911 | 1 ноября 1911 | Уже на старте Амундсен на 11 дней опережал Скотта |
| Достижение 80° ю.ш.                                      | 23 октября 1911 | 18 ноября 1911 | 1117 км до полюса, Амундсен опережает Скотта на 26 дней |
| Достижение 81° ю.ш.                                      | 31 октября 1911 | 23 ноября 1911 | 1005 км до полюса, Амундсен опережает Скотта на 23 дня |
| Достижение 82° ю.ш.                                      | 5 ноября 1911 | 28 ноября 1911 | 893 км до полюса, Амундсен опережает Скотта на 23 дня |
| Достижение 83° ю.ш.                                      | 9 ноября 1911 | 2 декабря 1911 | 782 км до полюса, Амундсен опережает Скотта на 23 дня |
| Достижение 84° ю.ш.                                      | 13 ноября 1911 | 15 декабря 1911 | 670 км до полюса, Амундсен опережает Скотта на 32 дня |
| Достижение 85° ю.ш.                                      | 17 ноября 1911 | 21 декабря 1911 | 558 км до полюса, Амундсен опережает Скотта на 34 дня |
| Достижение 86° ю.ш.                                      | 27 ноября 1911 | 26 декабря 1911 | 447 км до полюса, Амундсен опережает Скотта на 29 дней |
| Достижение 87° ю.ш.                                      | 04 декабря 1911 | 1 января 1912 | 335 км до полюса, Амундсен опережает Скотта на 27 дней |
| Достижение 88° ю.ш.                                      | 6 декабря 1911 | 6 января 1912 | 223 км до полюса, Амундсен опережает Скотта на 31 день |
| Достижение 88° 23' ю.ш.                                  | 7 декабря 1911 | 9 января 1912 | Самая южная точка, достигнутая в 1909 г. Шеклтоном: 181 км до полюса, Амундсен опережает Скотта на 32 дня |
| Достижение 89° ю.ш.                                      | 10 декабря 1911 | 13 января 1912 | 112 км до полюса, Амундсен опережает Скотта на 34 дня |
| Достижение 89° 46' ю.ш.                                  | 13 декабря 1911 | 16 января 1912 | 25 км до полюса, здесь пересеклись трассы Скотта и Амундсена, Скотт обнаружил следы отряда Амундсена |
| Южный полюс                                              | 14 декабря 1911, 15:00 по времени экспедиции | 17 января 1912, 18:30 по времени экспедиции | Амундсен опередил Скотта на 34 дня |
| Возвращение                                              | 26 января 1912, 04:00: Команда Амундсена в полном составе благополучно вернулась в базовый лагерь, пробыв в пути 99 дней                                                                               | Отряд Скотта погибает на обратном пути 17 февраля 1912 умирает Э.Эванс от последствий черепно-мозговой травмы 16 марта 1912 Л. Оутс покончил жизнь самоубийством, уйдя в снежный буран 19 марта 1912 Скотт, Уилсон и Бауэрс остановлены снежной бурей в 18 км от Склада Одной Тонны (79°29' ю.ш.) 29 марта 1912: последняя запись в дневнике Скотта, вскоре члены экспедиции умирают, пробыв на леднике 144 дня 12 ноября 1912 тела погибших обнаружены отрядом Аткинсона | Отряд Скотта погибает на обратном пути 17 февраля 1912 умирает Э.Эванс от последствий черепно-мозговой травмы 16 марта 1912 Л. Оутс покончил жизнь самоубийством, уйдя в снежный буран 19 марта 1912 Скотт, Уилсон и Бауэрс остановлены снежной бурей в 18 км от Склада Одной Тонны (79°29' ю.ш.) 29 марта 1912: последняя запись в дневнике Скотта, вскоре члены экспедиции умирают, пробыв на леднике 144 дня 12 ноября 1912 тела погибших обнаружены отрядом Аткинсона |
| Отплытие из Антарктики                                   | 30 января 1912 | 23 января 1913:522 | 23 января 1913:522 |
| Оповещение публики о результатах экспедиции              | 8 марта 1912: Амундсен направляет телеграмму из Хобарта, Тасмания | 10 февраля 1913: Телеграмма капитана Эванса из Оамару, Новая Зеландия | 10 февраля 1913: Телеграмма капитана Эванса из Оамару, Новая Зеландия |